# Hellsing
Hellsing (ヘルシング, Herushingu) est un manga de Kōta Hirano. Il a été prépublié entre 1997 et 2008 dans le magazine Young King Ours de l'éditeur Shōnen Gahōsha avant d'être compilé en un total de dix volumes. La version française est publiée en intégralité par Tonkam puis sera rééditée par Delcourt/Tonkam début 2025. L’œuvre explore les thèmes de la guerre, des conflits religieux et de la lutte contre les forces surnaturelles à travers l’histoire d’une organisation britannique chargée de combattre les vampires et autres créatures démoniaques.

## Synopsis
L’intrigue de Hellsing s’articule autour de l’organisation éponyme, fondée par Abraham Van Helsing. Connue sous le nom de Royal Order of Protestant Knights, cette agence clandestine britannique a pour mission d’éliminer les créatures surnaturelles qui menacent la sécurité du Royaume-Uni. À la tête de l’organisation se trouve Sir Integra Fairbrook Wingates Hellsing qui choisit de libérer Alucard (anacyclique de Dracula). Ce dernier décide de servir Integra avec loyauté,.
L’histoire commence par une mission confiée à Alucard afin d’enquêter sur une série de disparitions dans le village de Cheddar. Sur place, il affronte un prêtre vampire ayant transformé les villageois en goules. Lors de cette confrontation, Alucard rencontre Victoria Seras, une jeune policière survivante de l’équipe initialement envoyée pour enquêter, et lui propose de devenir un vampire et son assistante,.
Le récit suit la lutte de l’organisation Hellsing contre deux puissants adversaires : la Section XIII Iscariot, une division secrète du Vatican chargée de pourchasser les créatures surnaturelles, et Millennium, une organisation nazie qui développe une armée de vampires. Les tensions entre ces factions culminent dans une guerre sanglante qui ravage Londres, mêlant affrontements idéologiques et destructions massives.
Dans un affrontement décisif, Alexander Anderson, un prêtre génétiquement modifié de l’Iscariot, se transforme en « monstre de Dieu » grâce à Helena’s Nail, une relique religieuse. Malgré sa transformation, il échoue face à Alucard, mais cet affrontement symbolise la confrontation entre deux formes de fanatisme. Le dénouement voit Alucard englouti par sa propre avidité lorsqu’il absorbe une rivière de sang orchestrée par le Major. En ingérant Schrödinger, une créature capable d’être « partout et nulle part », Alucard perd son identité et disparaît. Ce n’est que trente ans plus tard qu’il réapparaît, après avoir éliminé des millions de vies absorbées en lui, obtenant ainsi le pouvoir d’ubiquité.

## Personnages

### Principaux
-Alucard est le personnage central de Hellsing. Puissant vampire doté de capacités surnaturelles extraordinaires, il est capable de se régénérer, d’invoquer des familiers et de manipuler ses adversaires par sa puissance et sa cruauté. Bien qu’il serve loyalement Integra Hellsing, il reste une figure ambiguë, tiraillée entre sa soif de destruction et sa quête de véritables adversaires dignes de lui. Alucard est souvent associé à la figure historique de Vlad l’Empaleur, relié au personnage de Dracula, ce qui souligne sa complexité et ses origines légendaires.
-Sir Integra Fairbrook Wingates Hellsing est la dirigeante de l’organisation Hellsing. Héritière de la famille Van Helsing, elle prend la tête de l’organisation à un très jeune âge après la mort de son père. Éduquée dans la rigueur et la détermination, elle incarne le sens du devoir, la fermeté et une maîtrise de soi inébranlable. Sa relation avec Alucard repose sur une loyauté réciproque, bien que teintée d’un respect prudent envers le pouvoir incontrôlable du vampire.
-Seras Victoria est une ancienne policière qui devient vampire après qu’Alucard lui propose de choisir entre la mort ou une nouvelle existence. Bien que transformée, elle lutte initialement pour conserver son humanité et refuse de boire du sang. Ce refus symbolise son rejet de sa nouvelle condition, mais au fil de l’histoire, Seras finit par embrasser sa nature vampirique après des événements tragiques, comme la mort de Pip Bernadotte. Elle évolue ainsi de victime hésitante en combattante redoutable,.

### Antagonistes
-Le Major est le principal antagoniste de l’histoire et dirigeant de l’organisation nazie Millennium. Animé par un désir irrationnel de chaos et de destruction, il orchestre la guerre contre Hellsing avec une précision méticuleuse. Son objectif ultime est de détruire Alucard, non par haine, mais par une fascination pour les combats et la mort. Cynique et calculateur, le Major représente l’incarnation du nihilisme et de la folie humaine.
-Alexander Anderson est un prêtre et exorciste appartenant à la Section XIII Iscariot, une organisation secrète du Vatican. Anderson est un adversaire acharné d’Alucard, animé par un fanatisme religieux qui le pousse à devenir lui-même un « monstre de Dieu » pour détruire son ennemi. Utilisant une relique sacrée, il se transforme en une créature surhumaine, incarnant l’opposition entre deux formes de monstruosité : celle d’Alucard, née du chaos, et celle d’Anderson, guidée par la foi.
-Le Docteur est le scientifique responsable des expériences menées par Millennium. C’est lui qui orchestre la création des vampires artificiels et des membres améliorés de l’organisation. Il incarne la figure du savant fou, prêt à toutes les atrocités pour servir les ambitions du Major. 
-Schrödinger est un membre énigmatique de Millennium, doté du pouvoir d’ubiquité. Création du Docteur, il est capable d’exister partout et nulle part simultanément, ce qui en fait une arme redoutable. Son rôle devient central dans le dénouement de l’histoire lorsqu’il fusionne avec Alucard, provoquant la disparition temporaire de ce dernier.
-Rip Van Winkle, Zorin Blitz, Tubalcain Alhambra et les autres officiers de Millennium sont des combattants puissants qui affrontent Hellsing au cours de la guerre. Chacun d’eux possède des capacités uniques, comme les talents de tireur d’élite de Rip Van Winkle ou les illusions de Zorin Blitz.

### Secondaires
-Pip Bernadotte est le chef des Wild Geese, un groupe de mercenaires engagés par Hellsing pour renforcer ses défenses. Charismatique et bravache, il apporte une touche d’humanité et d’humour au récit. Pip développe une relation particulière avec Seras Victoria, à qui il témoigne respect et affection. Sa mort joue un rôle déterminant dans l’évolution de Seras, puisqu’elle accepte enfin sa nature vampirique en buvant son sang pour survivre et combattre.
-Walter C. Dornez est le fidèle majordome de la famille Hellsing, surnommé "L’Ange de la Mort". Derrière son apparence calme et distinguée se cache un combattant hors pair. Walter maîtrise des fils monofilaments capables de découper ses ennemis avec précision.

## Manga

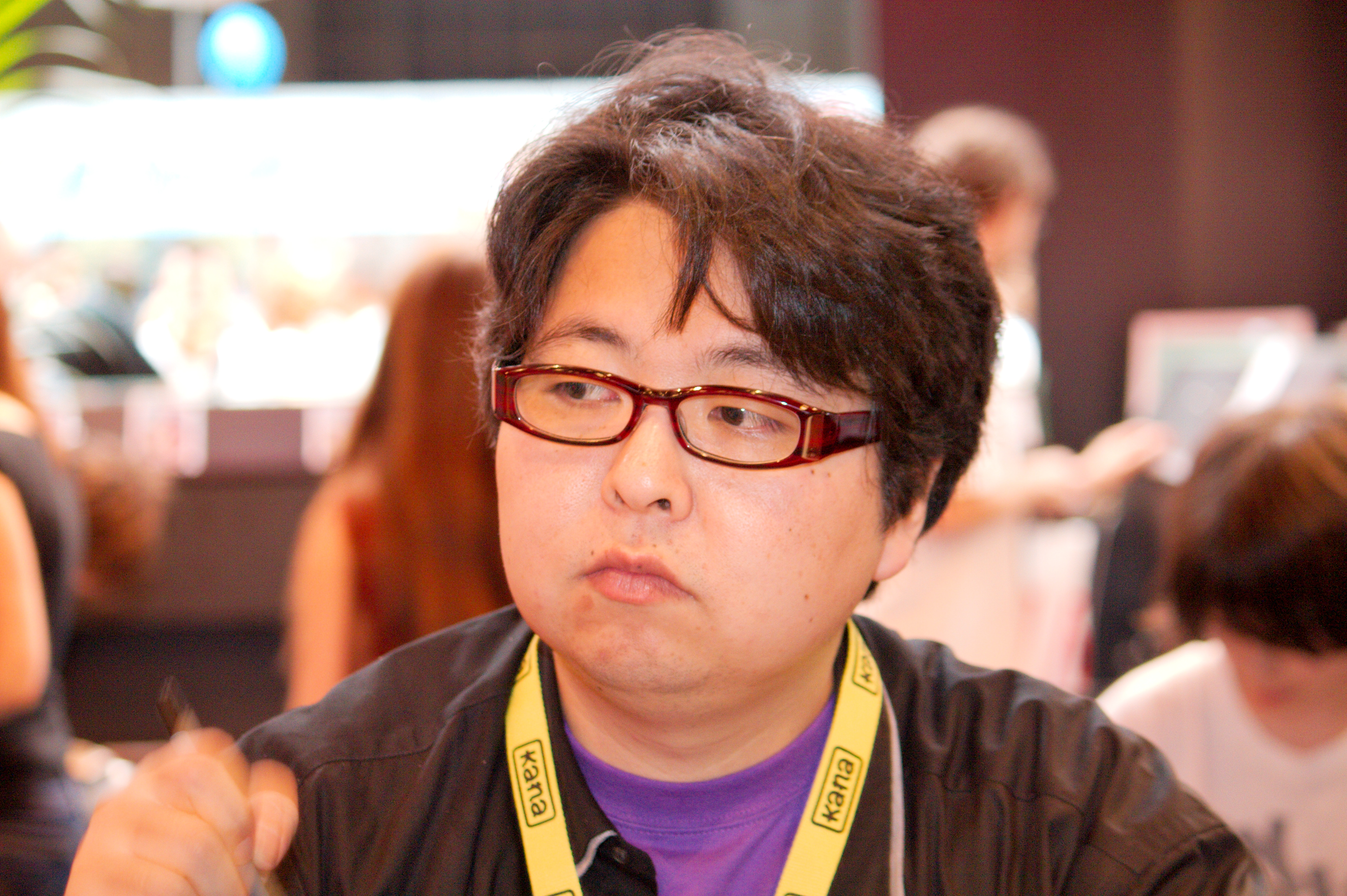
Kōta Hirano

Hellsing est un manga réalisé par Kōta Hirano, prépublié dans le magazine Young King Ours. Réalisés en dix ans (1997-2008), les dix volumes sont parus dans leur intégralité au Japon et en France. Il totalise 95 chapitres. L'éditeur original en japonais est Shōnen Gahōsha. L'éditeur en français est Tonkam. L'éditeur en allemand est Planet Manga. Les éditeurs en anglais sont Dark Horse Comics et Digital Manga.
La genèse d’Hellsing, Hellsing: The Dawn est une autre série qui narre les événements antérieurs au manga principal, à l'époque de la Seconde Guerre mondiale. Six chapitres sont sortis au Japon, la série s'est arrêtée alors qu'elle devait continuer après la fin d’Hellsing.
Il existe également une série appelée Cross Fire qui décrit les activités de l'ordre Iscariote (ou section XIII) pour le compte du Vatican. Trois épisodes sont incorporés dans les tomes 1, 2 et 3 d’Hellsing.

### Liste des volumes
| no | Japonais          | Japonais          | Français          | Français          |
| no | Date de sortie    | ISBN              | Date de sortie    | ISBN              |
| -- | ----------------- | ----------------- | ----------------- | ----------------- |
| 1  | 30 septembre 1998 | 4-7859-1870-5     | 27 août 2004      | 2-84580-564-0     |
| 2  | 31 décembre 1999  | 978-4-7859-1958-0 | 29 octobre 2004   | 2-84580-565-9     |
| 3  | 31 décembre 2000  | 4-7859-2047-5     | 18 janvier 2005   | 2-84580-566-7     |
| 4  | 30 septembre 2001 | 4-7859-2125-0     | 29 avril 2005     | 2-84580-567-5     |
| 5  | 27 février 2003   | 4-7859-2286-9     | 29 juillet 2005   | 2-84580-568-3     |
| 6  | 14 novembre 2003  | 4-7859-2373-3     | 28 octobre 2005   | 2-84580-569-1     |
| 7  | 27 décembre 2004  | 4-7859-2499-3     | 8 mars 2006       | 2-84580-756-2     |
| 8  | 26 juillet 2006   | 4-7859-2666-X     | 8 novembre 2006   | 2-84580-924-7     |
| 9  | 9 novembre 2007   | 978-4-7859-2885-8 | 9 juillet 2008    | 978-2-7595-0200-4 |
| 10 | 27 mars 2009      | 978-4-7859-3131-5 | 23 septembre 2009 | 978-2-7595-0270-7 |

## Adaptations

### Séries animées
Deux anime basés sur le manga ont été réalisées :
- La première, Hellsing, est réalisée par le studio Gonzo Digimation est une série de 13 épisodes réalisés par Yasunori Urata, elle ne suit le manga que dans ses 7 premiers épisodes, changeant l'histoire dès l'épisode 8[2]. Cet anime, distribué en France par Dybex, fut diffusé dans Manga Trash à partir du 31 août 2008 sur Virgin 17 à 22h10 et présenté par Noémie Alazard Vachet.
- La seconde, nommée Hellsing Ultimate, est une série d'OAV suivant de très près le manga, produite par NBCUniversal Entertainment Japan (anciennement Geneon)[2]. Le premier épisode, réalisé par Tomokazu Tokoro, est sorti le 10 février 2006 suivi par le second la même année. Le troisième arrive le 4 avril 2007, le quatrième et cinquième sont sortis en 2008 de même que l'année suivante avec le 6 et 7. Le huitième est disponible depuis l'été 2011, le neuvième est sorti le 15 février 2012 et le dixième, qui clôt l'histoire principale d’Hellsing, est disponible depuis le 26 décembre 2012. Depuis l'OAV 8, un supplément de dix minutes est inclus dans l'édition collector, ce dernier propose l'histoire des trois premiers chapitres de The Dawn.

### Film en prise de vue réelle
Le 4 mars 2021, le site américain Deadline dévoile que Amazon Studios produit une adaptation en prise de vue réelle du manga. L'écriture du film est confiée à Derek Kolstad, scénariste et producteur américain. Pour la production, Gemma Levinson devrait être la productrice exécutive avec à ses côtés Brian Kavanaugh-Jones et Fred Berger du studio Automatik, Mike Callaghan et Reuben Liber du studio Ranger 7 Films, Jason Lust de Soluble Fish Productions, Tetsu Fujimura du studio Filosophia, India Osborne, Pierre Buffin, et Jason Speer,.

#### Musiques
- Hellsing OST 1 - Raid (2003). Première BO de la série télévisée Hellsing
- Hellsing OST 2 - Ruins (2003). Deuxième BO de la série télévisée Hellsing
- Hellsing OVA Original Soundtrack - BLACK DOG  (2008). Première BO de la série Hellsing Ultimate

### Jeu de rôle
- Michelle Lyons et Mark C. MacKinnon, Hellsing Fan Guide - Book 1, Guardians of Order, 2002

Supplément du jeu de rôle Big Eyes, Small Mouth

## Thèmes
La notion de monstre est centrale dans Hellsing, à la fois sous sa forme physique et métaphorique. Alucard, malgré sa nature vampirique et son pouvoir immense, laisse entrevoir une quête d’humanité perdue, en particulier à travers son lien avec Integra et Seras Victoria. Seras illustre cette lutte intérieure en refusant d’accepter sa condition de vampire jusqu’à un point de rupture. Alexander Anderson, animé par sa foi, devient lui-même un monstre lorsqu’il utilise Helena’s Nail, démontrant que la perte d’identité peut conduire à la véritable monstruosité.
La guerre est omniprésente dans Hellsing, symbolisée par le Major et son désir de chaos perpétuel. Son objectif n’est pas la victoire, mais la destruction pour elle-même, soulignant la nature cyclique et irrationnelle du conflit. Alucard, nostalgique des combats passés, participe à cette glorification du sang et de la bataille, tandis que la guerre devient un moteur destructeur où chaque camp poursuit ses propres ambitions.
La lutte entre Hellsing et la Section XIII Iscariot met en lumière les dérives de la foi. Anderson et Enrico Maxwell incarnent ce fanatisme religieux : l’un, par ses actes extrêmes au nom de Dieu ; l’autre, par sa quête de pouvoir déguisée en croisade. Cette opposition souligne comment une croyance, lorsqu’exacerbée, peut devenir destructrice et monstrueuse.
Le poids du passé est omniprésent dans Hellsing. L’organisation Hellsing, héritière d’Abraham Van Helsing, incarne un combat ancestral contre les vampires. De même, Millennium, en ressuscitant les idéologies nazies, ramène les horreurs de la Seconde Guerre mondiale dans le présent. Alucard, lié à Vlad l’Empaleur, est lui-même un symbole de ce passé sanglant qui continue de hanter le présent.
Le sang est à la fois source de pouvoir et symbole de destruction. Il définit la nature des vampires, mais agit aussi comme déclencheur de transformations : Seras embrasse pleinement sa condition en buvant le sang de Pip Bernadotte, tandis qu’Alucard devient prisonnier de sa propre avidité lorsqu’il absorbe des millions de vies. À travers ce symbole, Hellsing explore la dépendance, la perte d’identité et les limites morales des personnages.
Hellsing explore également les rôles traditionnels de la féminité et de la masculinité, en particulier à travers Integra et Seras Victoria. Integra Fairbrook Wingates Hellsing assume un rôle masculinisé pour être reconnue en tant que leader de l’organisation. Son statut de dirigeante est souligné par son apparence – costumes masculins et cigares – et son titre officiel de « Sir », plutôt que « Dame ». De son côté, Seras Victoria représente une dualité entre son ancien statut d’humaine et sa nature vampirique. Sa transformation en vampire s’effectue dans un contexte violent, Alucard prenant la décision de la transformer après avoir percé son corps d’une balle. Cette action renvoie à des thématiques liées au contrôle du corps féminin et à des attentes imposées. L'émancipation de Seras demeure liée à une dynamique patriarcale, où la force et le pouvoir vampirique sont représentés comme des attributs masculins.

## Produits dérivés
En 2002, des figurines ont été fabriquées par Yamato toys et distribuée par Toycom.[réf. souhaitée]
Il existe des répliques de personnages principaux ainsi que de leurs armes.
- Armes à feu d'Alucard (fabriqué par Poseidon) : .454 Casull[7], 13 mm Jackal[8],[9]

- Figurines :
  - Fabriqué par Yamato : Alucard[10], Integra[10], Seras[10],[11],[12],[13], Walter[10],[11], Anderson[10], Jan[10]
  - Fabriqué par Organic : Alucard[10], Anderson[13].

- Bustes : Fabriqué par Yamato : Alucard[11], Alucard et Walter, en 1944[11]

- Capsule toys : Walter et plusieurs autres personnages[14]